# 第3回国民体育大会
| 冬季大会スケート競技会 | 冬季大会スケート競技会 |
| ---------------------- | ---------------------- |
| 参加人数               | 490人                  |
| 競技数                 | 1競技                  |
| 開会式                 | 1月23日                |
| 閉会式                 | 1月25日                |
| 選手宣誓               | 中楠 䏅                |
| 主競技場               |                        |
| 冬季大会スキー競技会   |                        |
| 参加人数               | 739人                  |
| 競技数                 | 1競技                  |
| 開会式                 | 3月11日                |
| 閉会式                 | 3月14日                |
| 主競技場               | 野沢温泉スキー場       |
| 夏季大会               |                        |
| 参加人数               | 1,361人                |
| 競技数                 | 1競技                  |
| 開会式                 | 9月16日                |
| 閉会式                 | 9月19日                |
| 選手宣誓               | 黒佐 年明              |
| 主競技場               | 大谷プール             |
| 秋季大会               |                        |
| 参加人数               | 19,698人               |
| 競技数                 | 26競技                 |
| 開会式                 | 10月29日               |
| 閉会式                 | 11月3日                |
| 選手宣誓               | 野田 実（レスリング）  |
| 主競技場               | 平和台陸上競技場       |

第3回国民体育大会（だい3かいこくみんたいいくたいかい）は1948年（昭和23年）に福岡県を中心に開催された。
1947年（昭和22年）11月26日に大日本体育協会理事会にて、第3回福岡国体、第4回東京国体の開催が決定された。
第1回国体開催後、大日本体育会は宮内府に対し、天皇杯の下賜を申請してきたが、女子体育奨励のための皇后杯とともに、この大会から下賜されることになった。
また、この大会から大会旗リレーが始まった。これは大会の精神を引き継ぎ、沿道の人々に国体の意義を宣揚するために、前回開催地会場から次回主会場まで大会旗をリレーするものであり、第27回鹿児島国体まで続けられた。福岡国体では金沢市から福岡市までの1,038km 306区間を総勢6,450人でリレーした。

## 冬季大会

### スケート競技会
第3回国民体育大会冬季大会スケート競技兼第15回全日本選手権大会は、1948年1月23日から1月27日を会期として岩手県盛岡市で開催された。

#### 実施競技・会場一覧
| 競技名   | 種目種別       | 会場地 | 競技会場 |
| -------- | -------------- | ------ | -------- |
| スケート | スピード       | 盛岡市 | 高松池   |
| スケート | フィギュア     | 盛岡市 | 高松池   |
| スケート | アイスホッケー | 盛岡市 | 高松池   |

### スキー競技会
第3回国民体育大会冬季大会スキー競技会は、1948年3月11日から3月14日を会期として長野県豊郷村（現:野沢温泉村）で開催された。

#### 実施競技・会場一覧
- スキー - 豊郷村　野沢温泉スキー場

## 夏季大会

### 実施競技・会場一覧
- 水泳: 八幡市 大谷プール

## 秋季大会

### 実施競技・会場一覧
- 漕艇: 福岡県 今津湾
- ヨット: 福岡市 博多湾
- 陸上: 福岡市 平和台競技場
- サッカー: 福岡市 平和台競技場 他
- テニス: 福岡市 東公園庭球コート
- ホッケー: 福岡市 平和台競技場 他
- ボクシング: 福岡市 平和台ボクシング場
- バレーボール: 福岡市 久留米市 香稚コート 他
- 体操: 戸畑市 戸畑高体育館
- バスケットボール: 福岡市 筑紫高体育館 他
- レスリング: 大牟田市 大牟田延命公園
- ウエイトリフティング: 戸畑市 戸畑公会堂
- ハンドボール: 久留米市 久留米大グラウンド 他
- 自転車: 小倉市 三萩野自転車競技場 他
- ソフトテニス: 福岡市 東公園軟庭コート
- 卓球: 福岡市 福岡専売局 他
- 軟式野球: 福岡市 香稚球場 他
- 相撲: 太宰府市 大宰府相撲場
- 馬術: 久留米市 久留米騎兵隊跡
- ラグビーフットボール: 福岡市 平和台競技場 他
- 山岳: 福岡市 九重山
- 高校野球: 小倉市 豊楽園球場
- 実業団野球: 八幡市 大谷球場

## 総合成績

### 天皇杯
- 優勝: 東京都
- 準優勝: 福岡県
- 3位: 京都府

### 皇后杯
- 優勝: 京都府
- 準優勝: 東京都
- 3位: 福岡県